# Epsilon Cephei
Epsilon Cephei (ε Cephei, förkortat Epsilon Cep, ε Cep är en ensam stjärna belägen i den södra delen av stjärnbilden Cepheus. Den har en genomsnittlig skenbar magnitud på 4,18 och är synlig för blotta ögat där ljusföroreningar ej förekommer. Baserat på parallaxmätning inom Hipparcosuppdraget på ca 38,2 mas, beräknas den befinna sig på ett avstånd på ca 85 ljusår (ca 26 parsek) från solen.

## Egenskaper
Epsilon Cephei är en gul till vit stjärna av spektralklass F0 V (Sr II)  eller F0 IV. Den kan således antingen vara en stjärna i huvudserien som visar ett överskott av strontium, eller en mer utvecklad underjättestjärna. Den har en beräknad massa som är ca 65 procent större än solens massa, en radie som är ca 1,9 gånger större än solens och utsänder från dess fotosfär ca 12 gånger mera energi än solen vid en effektiv temperatur av ca 7 500 K.
Epsilon Cephei är en Delta Scuti-variabel som varierar mellan magnitud 4,15 och 4,21 med en period på 59,388 minuter. Stjärnan visar ett överskott av infraröd strålning, vilket tyder på närvaro av en stoftskiva med en temperatur på 65 K som kretsar i en radie av 62 AE. Detta stoft har en sammantagen massa som motsvarar 6,6 procent av jordens massa.
Epsilon Cephei har en svag följeslagare med en vinkelseparation på 330 ± 50 mas vid en positionsvinkel på 90° ± 10°, vilket motsvarar en projicerad fysisk separation på 8,6 ± 1,4 AE. Sannolikheten för att en stjärna slumpmässigt ligger så nära Epsilon Cephei är ungefär en på en miljon, så den är sannolikt fysiskt förbunden. Om så är fallet är stoftskivan troligen cirkumpolär. Det faktum att denna följeslagare inte upptäcktes under Hipparcosuppdraget kan tyda på att dess omlopp har en stor excentricitet. Följeslagaren har en magnitud av 7,8 och är förmodligen av spektralklass K8-M2.